# Nausithoe challengeri
Nausithoe challengeri är en manetart som först beskrevs av Ernst Haeckel 1880.  Nausithoe challengeri ingår i släktet Nausithoe och familjen Nausithoidae. Inga underarter finns listade i Catalogue of Life.